# Caupolicana

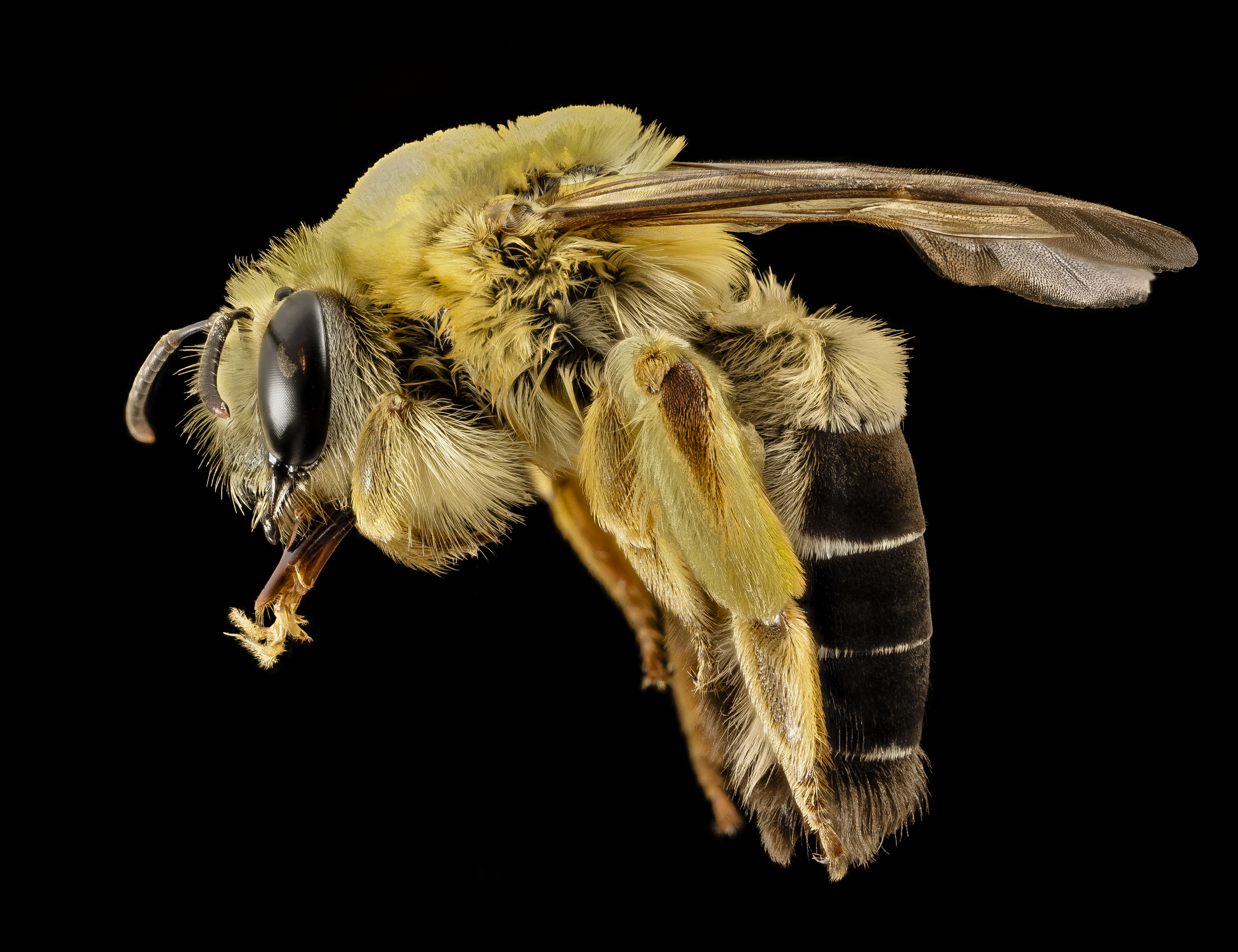
Caupolicana electa

Caupolicana es un género de abejas de la familia Colletidae, nativa de América, la mayoría son del Neotrópico. La mayoría de las especies tienen un hábito crepuscular, visitando flores solo al amanecer y/o al atardecer. Hay entre 37 y 50 especies conocidas, en 4 subgéneros (algunos de los cuales han sido tratados históricamente como géneros válidos).

## Subgéneros y especies

### SubgéneroAlayoapis(Michener, 1966)
- Caupolicana nigrescens (Cresson, 1869)
- Caupolicana notabilis (Herrero, 1861)
- Caupolicana subaurata (Cresson, 1869)

### SubgéneroCaupolicana(s.s.)
- Caupolicana adusta (Friese, 1899)
- Caupolicana albiventris (Friese, 1904)
- Caupolicana bicolor (Friese, 1899)
- Caupolicana curvipes (Friese, 1898)
- Caupolicana dimidiata (Herbst, 1917)
- Caupolicana egregia (Friese, 1906)
- Caupolicana electa (Cresson, 1878)
- Caupolicana evansi (Vergara y Michener, 2004)
- Caupolicana floridana (Michener y Deyrup, 2004)
- Caupolicana friesei (Jörgensen, 1909)
- Caupolicana fulvicollis (Spinola, 1851)
- Caupolicana funebris (Smith, 1879)
- Caupolicana gaullei (Vachal, 1901)
- Caupolicana gayi (Spinola, 1851)
- Caupolicana hirsuta (Spinola, 1851)
- Caupolicana lugubris (Smith, 1879)
- Caupolicana mendocina (Jörgensen, 1909)
- Caupolicana mystica (Schrottky, 1902)
- Caupolicana nigriventris (Friese, 1904)
- Caupolicana niveofasciata (Friese, 1898)
- Caupolicana ocellata (Michener, 1966)
- Caupolicana ochracea (Friese, 1906)
- Caupolicana peruviana (Friese, 1900)
- Caupolicana piurensis (Cockerell, 1911)
- Caupolicana pubescens (Smith, 1879)
- Caupolicana quadrifasciata (Friese, 1898)
- Caupolicana ruficollis (Friese, 1906)
- Caupolicana smithiana (Friese, 1908)
- Caupolicana specca (Snelling, 1975)
- Caupolicana steinbachi (Friese, 1906)
- Caupolicana vestita (Herrero, 1879)
- Caupolicana weyrauchi (Moure, 1953)
- Caupolicana yarrowi (Cresson, 1875)

### SubgéneroWillinkapis(Moure, 1953)
- Caupolicana chalybaea (Friese, 1906)
- Caupolicana melanotricha (Moure, 1969)
- Caupolicana perornata (Moure, 1969)

### SubgéneroZikanapis(Moure, 1945)
- Caupolicana brethesi (Compagnucci, 2006)
- Caupolicana clypeata (Herrero, 1879)
- Caupolicana copo (Compagnucci, 2006)
- Caupolicana elegans (Timberlake, 1965)
- Caupolicana foersteri (Moure & Seabra, 1962)
- Caupolicana funeraria (Moure, 1964)
- Caupolicana inbio (Michener, Engel & Ayala, 2003)
- Caupolicana megalopta (Moure, 1948)
- Caupolicana modesta (Moure, 1964)
- Caupolicana rozenorum (Michener, Engel & Ayala, 2003)
- Caupolicana seabrai (Moure, 1953)
- Caupolicana tucumana (Moure, 1945)
- Caupolicana wileyi (Michener & Engel, 2009)
- Caupolicana zikani (Friese, 1925)